# Chardonnay
Chardonnay er verdens tredjemest plantede vinplante. Dens forbavsende tilpasningsevne over for klima, jord og vinifikation forklarer, at den dyrkes stort set overalt.
Oprindeligt stammer den fra Frankrig, hvor store hvidvine fra Bourgogne, Chablis og Champagne ofte er lavet på chardonnay-druen, der som få der er særligt godt egnet til lagring på træfade.
Chardonnay er den mest udbredte druesort i Californien, hvor den dyrkes i kystområderne. Det er en meget alsidig drue og giver fremragende, rige og komplekse hvide vine.
Californisk Chardonnay, der er lagret på egetræsfade, har en rig, intens frugtsmag af pære, æble, melon og fersken med undertoner af eg.
I de seneste år er mange vinproducenter begyndt at fremstille chardonnay-vine, som er friskere og med meget lidt eller ingen smag af eg.